# Fred B. Balzar
Frederick Bennett Balzar (15 juin 1880 - 21 mars 1934) était un gouverneur du Nevada. Il était Républicain. 

## Biographie
Balzar est né à Virginia City (Nevada). Il a été membre de la chambre des représentants du Nevada en 1905. C'est alors qu'il est devenu un membre du sénat de l'État du Nevada entre 1909 et 1917. Il fut gouverneur du Nevada de 1927 jusqu'à sa mort.